# Русівське (заповідне урочище)
Ру́сівське — заповідне урочище в Україні. Розташоване в межах Снятинського району Івано-Франківської області, біля села Русів. 
Площа 2,7 га. Статус надано згідно з рішенням облвиконкому від 17.05.1983 року № 166. Перебуває у віданні Русівської сільської ради. 
Статус надано з метою збереження болотного природного комплексу з типовим рослинним покривом. Зростають рідкісні та зникаючі види: проліска дволиста, глечики жовті, ряст бульбистий, осока гостролиста, калюжниця звичайна, пухівка піхвова, журавлина болотна, рогіз.